# Georg Friedrich Zimmermann (Theologe)
Georg Friedrich Zimmermann (* 27. März 1916 in Pfrentsch; † 17. Januar 1984 in Eslarn) war ein deutscher römisch-katholischer Priester, Kirchenmusiker und Diözesanmusikdirektor. Er wurde bekannt als Internatsleiter bei den von Kindesmissbrauchs-Vorfällen betroffenen Regensburger Domspatzen und wurde 1969 wegen sexuellen Missbrauchs rechtskräftig verurteilt.

## Leben
Der musikalisch begabte Georg Friedrich besuchte in Regensburg das Bischöfliche Knabenseminar, das er mit Hochschulreife abschloss. Im Anschluss daran begann er ein Studium an der dortigen staatlichen Philosophisch-theologischen Hochschule. Er war vom 3. Januar 1941 bis 1. Oktober 1945 im Kriegsdienst und in Kriegsgefangenschaft. Zimmermann kehrte kriegsversehrt mit einem amputierten Bein zurück und nahm das Studium der Katholischen Theologie wieder auf. Er wurde am 29. Juni 1949 zum Priester geweiht und war ab 1. August 1949 für ein Jahr Kaplan in Neunburg vorm Wald.
Am 1. August 1950 wurde Zimmermann zum Präfekten am Bischöflichen Studienseminar Straubing ernannt, ab 1. September 1954 übernahm er dort die Stelle des Musikpräfekten. In dieser Zeit studierte er Musik in München, Köln und Wien.
Am 1. Januar 1959 trat Zimmermann als Nachfolger von Friedrich Zeitler die Stelle des Direktors der Internate der Dompräbende und des Domgymnasiums der Regensburger Domspatzen an, die er schon neun Monate später wieder verlassen musste. Daraufhin ließ er sich im Markt Eslarn nieder und bildete dort Knaben „für den sakralen Dienst im Chorgesang“ aus. Im März 1962 gründete Zimmermann die Sing- und Spielschule Eslarn, aus der die Knaben-Kapelle Eslarn entstand.
Vom 1. Juni 1964 bis 30. Mai 1969 hatte Zimmermann im Bistum Regensburg das Amt des Diözesanmusikdirektors inne. Zimmermann wurde im Februar 1969 wegen fortgesetzten sexuellen Missbrauchs von Abhängigen und Kindern zu 20 Monaten Haft verurteilt und inhaftiert, wobei eine gutachterliche bestätigte verminderte Schuldfähigkeit vorlag. Mehrere gleichartige Straftaten wurden nicht weiter verfolgt.

Von September 1972 bis Oktober 1973 war Zimmermann als Musikpräfekt im Bischöflichen Studienseminar in Weiden in der Oberpfalz tätig. Auf Betreiben der Seminarleitung wurde er am 1. November 1973 vorzeitig in den Ruhestand versetzt.

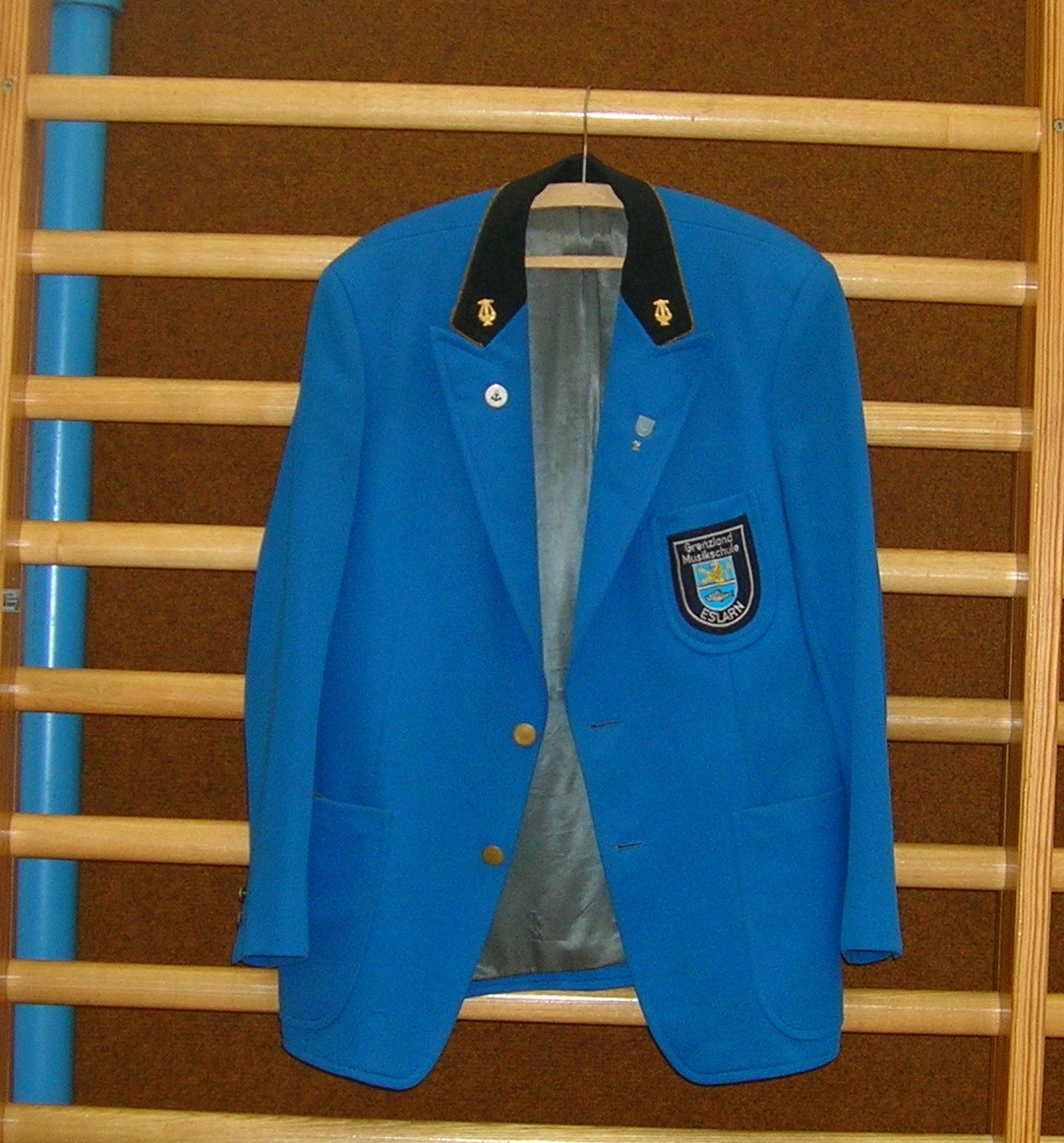
Jacke der Auftrittsuniform der Grenzlandmusikschule Eslarn e. V. – Originaljacke von Georg Friedrich Zimmermann († 1984). Ausgestellt bei der Heimataustellung der Marktgemeinde Eslarn, zum Heimatfest 2010.

Zimmermann war weitere Jahre mit der musikalischen Ausbildung Jugendlicher in Eslarn betraut. Er gründete Musikkapellen und Chöre und leitete ab 1973 die Grenzlandmusikschule Eslarn, die aus der Sing- und Spielschule hervorgegangen war, und 1978 das Jugendmusikcorps in Moosbach.

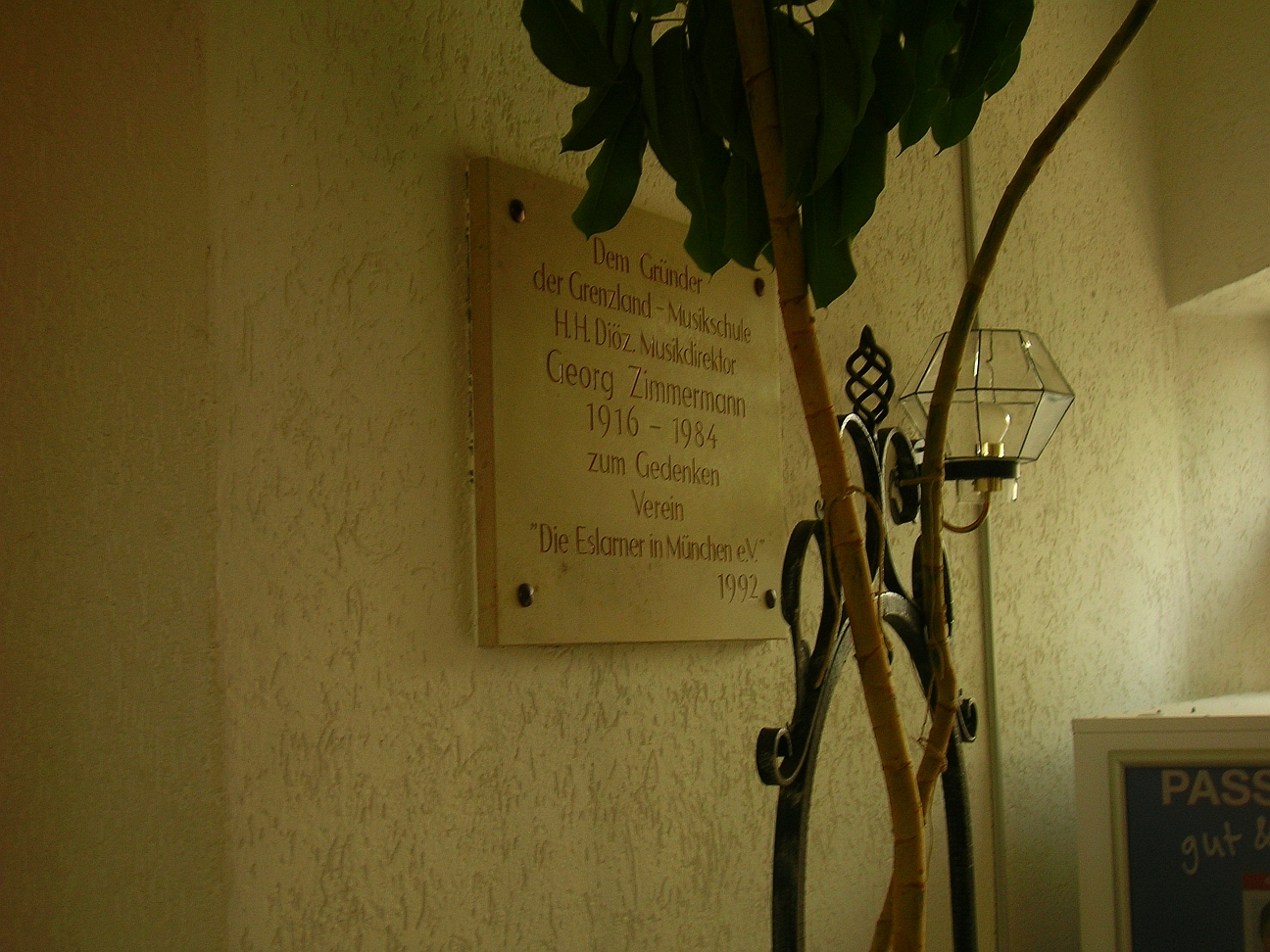
Gedenktafel von 1992 im Eslarner Rathaus: Zum Gedenken an den „Gründer der Grenzland-Musikschule“

In Eslarn wurde Zimmermann im Jahr 1992 vom Heimatverein Die Eslarner in München e. V. mit einer Tafel im Rathaus-Foyer posthum für die Gründung der Grenzland-Musikschule geehrt. Seit 1993 ist in Eslarn eine Straße nach Zimmermann benannt. Einen Antrag eines Missbrauchsopfers auf Umbenennung dieser Straße hat der Eslarner Gemeinderat 2011 behandelt und vertagt. Im Mai 2024 schließlich wurde auf Anregung eines anderen Missbrauchsopfers die Umbenennung der Straße unter Protesten von Bürgern beschlossen. Anwohner der Straße reichten daraufhin zunächst einen Bürgerantrag zur Beibehaltung des Namens ein. Dieser wurde vom Marktrat im Juni abgelehnt. Daraufhin reichten Anwohner der Georg-Zimmermann-Straße ein Bürgerbegehren für die Beibehaltung des Straßennamens ein, das Ende Juli 2024 vom Marktrat für November 2024 zugelassen wurde. Am 24. November 2024 stimmten die Bürger von Eslarn mit einer Mehrheit von 57,6 % gegen eine Umbenennung der Straße. Er sei „tief unglücklich“ über das Bürgervotum, so Bürgermeister Rainer Gäbl gegenüber dem Evangelischen Pressedienst. Die größten Verlierer seien die Opfer seelischer, körperlicher und sexueller Gewalt, „nicht nur die Opfer von Georg Zimmermann, sondern alle Missbrauchsopfer“.
Laut einem Bericht der Süddeutschen Zeitung haben sich beim Bistum Regensburg zwischenzeitlich drei Betroffene gemeldet, die als Kinder von Zimmermann in der Zeit nach seiner Haftstrafe missbraucht worden seien.